# Глянцевий вуж стрункий
Глянцевий вуж стрункий (Arizona elegans) — неотруйна змія, єдиний представник роду Глянцевий вуж родини Вужеві. Має 8 підвидів.

## Опис
Загальна довжина коливається від 75 см до 1,5 м. Голова невелика, морда загострена. Тулуб циліндричний з гладенькою, блискучою лускою. Плями на спині світло-коричневі з сірої облямовкою на блідому жовтувато-коричневому, кремовому або коричневому тлі.

## Спосіб життя
Полюбляє сухі, відкриті простори, зокрема луки, чагарники, рідколісся та пустелі. Активний удень. Харчується ящірками, зміями та дрібними ссавцями. Має потужну стискальну мускулатуру. Дуже сумирна змія, не робить спроб кусатися навіть відразу після схоплення людиною.
Це яйцекладна змія. Самиця відкладає від 10 до 20 яєць. Через 72 дня з'являється молоді вужі завдовжки 25 см.

## Розповсюдження
Мешкає у штатах США: Каліфорнія, Невада, Аризона, Нью-Мексико, Техас, Оклахома, Канзас, Колорадо, штатах Мексики: Баха-Каліфорнія, Сонора, Чіуауа, Сіналоа, Дуранго, Коауїла, Нуево-Леон, Тамауліпас, Агуаскальєнтес.

## Підвиди
- Arizona elegans arenicola
- Arizona elegans blanchardi
- Arizona elegans candida
- Arizona elegans eburnata
- Arizona elegans elegans
- Arizona elegans noctovaga
- Arizona elegans occidentalis
- Arizona elegans philipi